# Евстатије Дафномил
Евстатије Дафномил (грчки: Εὐστάθιος Δαφνομήλης; умро после 1029) је био византијски стратег и патрикије, учесник устанка комитопула.

## Биографија
Најзначајнији историјски извор који помиње Евстатија Дафномила јесте Јован Скилица. Крајем 10. века великаш Драча, Јован Хрисилије, обећао је да ће предати град цару Василију под условом да он и његова два сина добију титуле патрикија. Пошто је цар писмима обећао да ће испунити договор, Драч је предат патрикију Евстатију Дафномилу. Синови Хрисилија добише титулу патрикија док је он умро пре тога. Скилица на овом месту пише о догађајима који су се збили у дужем временском периоду. Он их је груписао у једну целину јер се односе на збивања око Драча.
Након погибије Јована Владислава, цар Василије освојио је Охрид у коме су се налазили дворци бугарских царева и њихова ризница. Цар је у ризници пронашао круне од бисера, златом ткану одећу и сто кентенарија кованог злата. Василије је благо утрошио за плате за своју војску, а за архонта града је поставио Евстатија Дафномила. Дафномил је исте године скршио отпор Самуиловог војсковође Ивца. Ивац се обрео на планини Врхот (део планине Томора), где је имао велики дворац Прониште. Тамо је сакупљао устаничку војску са којом би обновио рат. Василије је слао Ивцу поруке да се преда. Евстатије Дафномил, је на празнику кога је Ивац славио дошао непозван. Ивац га је примио и изгрлио. Евстатије је затражио од Ивца да се накратко повуку са гозбе. У шуми га је напао и ослепео. Гости војсковође Ивца су се разбежали, а Евстатије га је без икаквих сметњи одвео цару.
Победом над Ивцем, Дафномил је, уз Нићифора Урана и Нићифора Ксифију, стекао репутацију најбољег Василијевог војсковође у рату са Бугарском. Као награду, Дафномил је од цара добио сву покретну имовину Ивца кога је послао у тамницу. Према "Списку плата" стратега из времена цара Лава VI сазнајемо да стратези тема, међу које спада и Драчка, нису примали плату већ су им приходи били обезбеђени из обичајних примања у њиховој теми. Овде се не ради о таквој награди већ, уколико је још увек постојала таква пракса у 11. веку, о изузетном поклону као награди за подвиг приликом хватања Ивца.
Дафномил је 1029. године оптужен за учествовање у завери против цара Романа III Аргира (1028-1034) у служби дукса Константина Диогена. Оптужени су мучени и проведени кроз главну улицу у Цариграду након чега су протеривани. Ништа се даље не зна о животу Евстатија Дафномила.